# فقه الحروف
فقه الحروف هي الحروف الهجائية، وفقهها معرفة ترتيبها الفقهي ووزنها العددي وحِسابها اللغوي، وأثر الحرف في بِناء الكلمة، وذلك للفصل بين الأشباه والنظائر من المفردات المترادفة، وترتيب معانيها ترتيباً حسابياً، من حيث التقديم والتأخير، قبل دخولها على المسائل التفسيرية والقواعد الشرعية، وقد جاء ترتيب الحروف وضبط حِسابها من مدارها في جذور القرآن، مستودع اللغة ومخزونها، ومنشأ الضَبط والحِساب جاء من الأسماء، لقول الله تعالى / وَعَلَمَ ءَادَمَ الأَسمآءَ كُلَّهَا / الاية 31 سورة البقرة، والتعليم لم يكن عشوائياً (حاشا لله) بل كانت له قواعد وأصول، ومن الأهمية بمكان أن حروف فواتح السور أثبتَت أن للحروف مراتب وحِساب، وقد حَدَّ القرآن تاريخ اللغة بحَدَين، فأشار إلى يوم مَنْشَئِها في سورة البقرة وبَينَ تاريخ فسادها في سورة الأعراف.
فقال في سورة البقرة (وَعَلَمَ ءَادَمَ الأَسمآءَ كُلَّهَا) وقال في سورة الأعراف 71 الآية( أَتُجَادِلُونَنِي فِي أَسْمَاءٍ سَمَّيْتُمُوهَا أَنْتُمْ وَاَبَاؤُكُمْ مَا نَزَّلَ اللَّهُ بِهَا مِنْ سُلْطَانٍ ) وقال أيضاً في سورة يوسف (مَا تَعْبُدُونَ مِنْ دُونِهِ إِلَّا أَسْمَاءً سَمَّيْتُمُوهَا أَنْتُمْ وَاَبَاؤُكُمْ مَا أَنْزَلَ اللَّهُ بِهَا مِنْ سُلْطَانٍ)ألآية (40).
وخاطب أهل مكة مثل ذلك في سورة النجم، وقد جرى توثيق فساد اللغة بالتدرج مِن زمن قوم عاد مروراً بالفراعنة أيام يوسف النبي، مُنتهياً بالعصر الجاهلي، فبعث الله مُحمداً وأنزل عليه الكِتابَ، فأقام به اللغةَ وأعاد نشاطها، كما نشأت في عهد ادم، وكَنَزَ في آياتِهِ عِلومَها وأسرارها.
الترتيب الفقهي للحروف هو : ترتيب مستنبط من جذور القرآن، مخالف للترتيب الألف بائي، ومخالف للترتيب الأبجدي أيضاً، عليه اعتمد ادم في إنشاء الأسماء، بعد أن رتب الحروف ترتيباً فقهياً حسب مدار الحروف على لسان آدم.
تجد ذلك مفصلا تحت رابط (فقه الحروف) وهذا هو رابط الكتاب.